# Factor X (Portugal - 2.ª edição)
Factor X é a adaptação do original inglês The X Factor em Portugal, emitida pela SIC. A 2.ª edição teve a sua estreia no dia 7 de setembro de 2014. A apresentação esteve a cargo de João Manzarra e de Cláudia Vieira. A vencedora foi Kika Cardoso, que pertencia à categoria dos adultos e cujo mentor era Paulo Junqueiro.
Os castings foram realizados de meados de fevereiro ao inicio de março desse mesmo ano, a nível nacional, numa altura em que o programa Vale Tudo regressava igualmente à antena da SIC.

## Jurados e Apresentadores

### Apresentadores
A 3 de julho de 2014, foi anunciado pela SIC que Bárbara Guimarães, co-apresentadora da primeira edição de Factor X, não iria voltar para a segunda edição. Contudo, João Manzarra foi confirmado, sendo na segunda edição do formato acompanhado por uma apresentadora até então desconhecida. Pouco tempo depois desta confirmação, Cláudia Vieira, co-apresentadora de três edições de Ídolos, é confirmada como nova apresentadora de Factor X.

### Jurados
Ainda antes de ser anunciado o painel de jurados, foi anunciado que haveria um quatro jurado e, para ir de encontro a esta alteração, uma reformulação das categorias de concorrentes utilizadas na primeira edição. Depois de ser confirmada a permanência de Paulo Junqueiro, Paulo Ventura e Sónia Tavares no Júri, em 30 de julho de 2014 foi anunciada a adição de Miguel Guedes, vocalista dos Blind Zero e comentador desportivo, como quatro jurado.

## Finalistas
Legenda
 †  – Vencedor
 ‡  – 2.º Lugar
   – 3.º Lugar
| Categoria (mentor)        | Concorrentes    | Concorrentes   | Concorrentes    | Concorrentes    | Concorrentes |
| ------------------------- | --------------- | -------------- | --------------- | --------------- | ------------ |
| Adultos (Paulo Junqueiro) | Jorge Baptista  | Kika Cardoso † | Lúcia Mourinho  | Rúben Mendes ‡  |              |
| Raparigas (Miguel Guedes) | Mimi Froes      | Marta Carvalho | Inês Morais     | Isabela Nóbrega |              |
| Grupos (Paulo Ventura)    | XTAG            | P.Y.T.         | POP4ROC         | Babel           |              |
| Rapazes (Sónia Tavares)   | Matheus Paraízo | João Duarte    | Júnior Oliveira | Rúben Pires     |              |

## Galas

### 1.ª Gala (2 de Novembro)
| Concorrente     | Ordem | Canção                | Resultado     |
| --------------- | ----- | --------------------- | ------------- |
| Júnior Oliveira | 1     | "Feeling Good"        | Menos Votados |
| Matheus Paraízo | 2     | "Breezeblocks"        | Salvo         |
| João Duarte     | 3     | "Moves like Jagger"   | Salvo         |
| Rúben Pires     | 4     | "Chandelier"          | Eliminado     |
| Jorge Baptista  | 5     | "Alive"               | Menos Votados |
| Rúben Mendes    | 6     | "Kiss from a Rose"    | Salvo         |
| Kika Cardoso    | 7     | "Respect"             | Salva         |
| Lúcia Mourinho  | 8     | "Alfama"              | Eliminada     |
| XTAG            | 9     | "Bang Bang"           | Eliminado     |
| Babel           | 10    | "Everybody Hurts"     | Salvo         |
| P.Y.T.          | 11    | "All About That Bass" | Salvo         |
| POP4ROC         | 12    | "The Look"            | Menos Votados |
| Isabela Nóbrega | 13    | "Stay"                | Menos Votados |
| Marta Carvalho  | 14    | "Roar"                | Eliminada     |
| Mimi Froes      | 15    | "Believe"             | Salva         |
| Inês Morais     | 16    | "One and Only"        | Salva         |

### 2.ª Gala (9 de Novembro)
- Tema: Dedico a...
- Convidado Especial: HMB

| Concorrente                   | Ordem | Canção                            | Resultado     |
| ----------------------------- | ----- | --------------------------------- | ------------- |
| POP4ROC                       | 1     | "Paradise by the Dashboard Light" | Salvos        |
| Mimi Froes                    | 2     | "Count on Me"                     | Salva         |
| Kika Cardoso                  | 3     | "I Will Always Love You"          | Salva         |
| João Duarte                   | 4     | "Love on Top"                     | Salvo         |
| Babel                         | 5     | "Rude"                            | Salvos        |
| Jorge Baptista                | 6     | "She"                             | Salvo         |
| Isabela Nóbrega               | 7     | "Fix You"                         | Salva         |
| Matheus Paraízo               | 8     | "Sozinho"                         | Menos Votados |
| P.Y.T.                        | 9     | "Best Day of My Life"             | Salvas        |
| Inês Morais                   | 10    | "Try"                             | Salva         |
| Júnior Oliveira               | 11    | "Only Girl (In the World)"        | Menos Votados |
| Rúben Mendes                  | 12    | "Treasure"                        | Salvo         |
| Atuação final (menos votados) |       |                                   |               |
| Matheus Paraízo               | 1     | "Landfill"                        | Eliminado     |
| Júnior Oliveira               | 2     | "A Máquina (Acordou)"             | Salvo         |

### 3.ª Gala (16 de Novembro)
- Tema: Século XXI
- Convidado Especial: Blind Zero & Sandra Nasić, Berg (Vencedor da 1ª edição do Factor X)

| Concorrente                   | Ordem | Canção                  | Resultado     |
| ----------------------------- | ----- | ----------------------- | ------------- |
| P.Y.T.                        | 1     | "Shake It Off"          | Salvas        |
| Inês Morais                   | 2     | "You Give Me Something" | Salva         |
| Rúben Mendes                  | 3     | "Wake Me Up"            | Salvo         |
| Isabela Nóbrega               | 4     | "Stay With Me"          | Salva         |
| Kika Cardoso                  | 5     | "Rolling in the Deep"   | Salva         |
| João Duarte                   | 6     | "Cannonball"            | Salvo         |
| POP4ROC                       | 7     | "21 Guns"               | Menos Votados |
| Mimi Froes                    | 8     | "You've Got the Love"   | Salva         |
| Júnior Oliveira               | 9     | "Paparazzi"             | Salvo         |
| Babel                         | 10    | "Blurred Lines"         | Menos Votados |
| Jorge Baptista                | 11    | "Use Somebody"          | Salvo         |
| Atuação final (menos votados) |       |                         |               |
| POP4ROC                       | 1     | "Say Something"         | Eliminados    |
| Babel                         | 2     | "Gravity"               | Salvos        |

### 4.ª Gala (23 de Novembro)
- Tema: Cinema
- Convidado Especial: Capicua

| Concorrente                   | Ordem | Canção                              | Filme                                   | Resultado     |
| ----------------------------- | ----- | ----------------------------------- | --------------------------------------- | ------------- |
| Kika Cardoso                  | 1     | "It's Raining Men"                  | O Diário de Bridget Jones               | Salva         |
| Isabela Nóbrega               | 2     | "Ordinary Love"                     | Mandela: Longo Caminho para a Liberdade | Salva         |
| P.Y.T.                        | 3     | "Diamonds Are a Girl's Best Friend" | Os Homens Preferem as Loiras            | Menos Votados |
| Mimi Froes                    | 4     | "Flashdance... What a Feeling"      | Flashdance                              | Salva         |
| Júnior Oliveira               | 5     | "I Will Survive"                    | Priscilla, A Rainha do Deserto          | Menos Votados |
| Inês Morais                   | 6     | "Who Wants to Live Forever"         | Highlander - Duelo Imortal              | Salva         |
| Jorge Baptista                | 7     | "Iris"                              | Cidade dos Anjos                        | Salvo         |
| João Duarte                   | 8     | "Over the Rainbow"                  | O Feiticeiro de Oz                      | Salvo         |
| Babel                         | 9     | "Oh, Pretty Woman"                  | Pretty Woman                            | Salvos        |
| Rúben Mendes                  | 10    | "When a Man Loves a Woman"          | When a Man Loves a Woman                | Salvo         |
| Atuação final (menos votados) |       |                                     |                                         |               |
| P.Y.T.                        | 1     | "Pompeii"                           | "Pompeii"                               | Salvas        |
| Júnior Oliveira               | 2     | "Oh Happy Day"                      | "Oh Happy Day"                          | Eliminado     |

### 5.ª Gala (30 de Novembro)
- Tema: Grandes Divas da Música
- Convidado Especial: Tiago Iorc

| Concorrente                   | Ordem | Canção                                       | Diva             | Resultado     |
| ----------------------------- | ----- | -------------------------------------------- | ---------------- | ------------- |
| Jorge Baptista                | 1     | "The Best"                                   | Tina Turner      | Menos Votados |
| Mimi Froes                    | 2     | "Diamonds"                                   | Rihanna          | Salva         |
| João Duarte                   | 3     | "I Wanna Dance With Somebody (Who Loves Me)" | Whitney Houston  | Salvo         |
| Rúben Mendes                  | 4     | "Killing Me Softly with His Song"            | Roberta Flack    | Salvo         |
| Babel                         | 5     | "The One That Got Away"                      | Katy Perry       | Salvos        |
| Isabela Nóbrega               | 6     | "Back to Black"                              | Amy Winehouse    | Salva         |
| P.Y.T.                        | 7     | "Ray of Light"                               | Madonna          | Menos Votados |
| Kika Cardoso                  | 8     | "Hero"                                       | Mariah Carey     | Salva         |
| Inês Morais                   | 9     | "Crazy in Love"                              | Beyoncé          | Salva         |
| Atuação final (menos votados) |       |                                              |                  |               |
| Jorge Baptista                | 1     | "Wicked Game"                                | "Wicked Game"    | Salvo         |
| P.Y.T.                        | 2     | "Counting Stars"                             | "Counting Stars" | Eliminadas    |

### 6.ª Gala (7 de Dezembro)
- Tema: The Beatles
- Atuação de grupo: "Can't Buy Me Love"/ "Help!"
- Convidado Especial: Pablo Alborán

Nesta gala houve dupla expulsão. A concorrente Isabela, por ser a que obteve menos votos do público, foi automaticamente eliminada, sem ter tido oportunidade de cantar uma segunda vez
| Concorrente                   | Ordem | Canção                               | Resultado     |
| ----------------------------- | ----- | ------------------------------------ | ------------- |
| Rúben Mendes                  | 1     | "Come Together"                      | Salvo         |
| João Duarte                   | 2     | "Let It Be"                          | Menos Votados |
| Isabela Nóbrega               | 3     | "A Hard Day's Night"                 | Eliminada     |
| Kika Cardoso                  | 4     | "With a Little Help from My Friends" | Salva         |
| Babel                         | 5     | "Hey Jude"                           | Salvos        |
| Inês Morais                   | 6     | "Something"                          | Salva         |
| Jorge Baptista                | 7     | "Yesterday"                          | Menos Votados |
| Mimi Froes                    | 8     | "Don't Let Me Down"                  | Salva         |
| Atuação final (menos votados) |       |                                      |               |
| João Duarte                   | 1     | "A Moment Like This"                 | Eliminado     |
| Jorge Baptista                | 2     | "Everybody's Gotta Learn Sometime"   | Salvo         |

### 7.ª Gala (14 de Dezembro)
- Tema: Top RFM / Anos 80
- Convidado Especial: Ala dos Namorados

| Concorrente                   | Ordem | Primeira Canção (Top RFM) | Ordem          | Segunda Canção (Anos 80) | Resultado     |
| ----------------------------- | ----- | ------------------------- | -------------- | ------------------------ | ------------- |
| Jorge Baptista                | 1     | "Magic"                   |                | "Dancing in the Dark"    | Menos Votados |
| Inês Morais                   | 2     | "Prayer in C"             |                | "The Power of Love"      | Menos Votados |
| Mimi Froes                    | 3     | "Balada do Desajeitado"   |                | "Like a Prayer"          | Salva         |
| Kika Cardoso                  | 4     | "Story of My Life"        |                | "Thriller"               | Salva         |
| Rúben Mendes                  | 5     | "Budapest"                |                | "Somebody to Love"       | Salvo         |
| Babel                         | 6     | "Say Something"           |                | "With or Without You"    | Salvos        |
| Atuação final (menos votados) |       |                           |                |                          |               |
| Jorge Baptista                | 1     | "Karma Police"            | "Karma Police" | "Karma Police"           | Eliminado     |
| Inês Morais                   | 2     | "I Was Here"              | "I Was Here"   | "I Was Here"             | Salva         |

### 8.ª Gala (21 de Dezembro)
- Tema: Natal / Amor
- Convidado Especial: Luísa Sobral

| Concorrente                   | Ordem | Primeira Canção (Natal)                  | Ordem                    | Segunda Canção (Amor)    | Resultado     |
| ----------------------------- | ----- | ---------------------------------------- | ------------------------ | ------------------------ | ------------- |
| Kika Cardoso                  | 1     | "Hallelujah"                             |                          | "Halo"                   | Salva         |
| Inês Morais                   | 2     | "Have Yourself a Merry Little Christmas" |                          | "Un-Break My Heart"      | Salva         |
| Rúben Mendes                  | 3     | "Christmas (Baby Please Come Home)"      |                          | "When You Believe"       | Salvo         |
| Mimi Froes                    | 4     | "Santa Claus Is Coming to Town"          |                          | "One"                    | Menos Votados |
| Babel                         | 5     | "Do They Know It's Christmas?"           |                          | "Gravity"                | Menos Votados |
| Atuação final (menos votados) |       |                                          |                          |                          |               |
| Mimi Froes                    | 1     | "People Help the People"                 | "People Help the People" | "People Help the People" | Eliminada     |
| Babel                         | 2     | "Broken Strings"                         | "Broken Strings"         | "Broken Strings"         | Salvos        |

### 9.ª Gala (28 de Dezembro)
- Tema: Escolha do mentor / Dueto com artistas convidados
- Convidado Especial: Amor Electro

| Concorrente                   | Ordem | Canção Solo           | Ordem    | Dueto                               | Resultado     |
| ----------------------------- | ----- | --------------------- | -------- | ----------------------------------- | ------------- |
| Inês Morais                   | 1     | "Mirrors"             |          | "Let Me Be" (c/ Mónica Ferraz)      | Salva         |
| Kika Cardoso                  | 2     | "Canção de Alterne"   |          | "Wonder Why" (c/ The Black Mamba)   | Salva         |
| Rúben Mendes                  | 3     | "Dance Little Sister" |          | "Mountains" (c/ Carolina Deslandes) | Menos Votados |
| Babel                         | 4     | "More Than Words"1    |          | "S.O.L.O." (c/ D8)                  | Menos Votados |
| Atuação final (menos votados) |       |                       |          |                                     |               |
| Rúben Mendes                  | 1     | "Always"              | "Always" | "Always"                            | Salvo         |
| Babel                         | 2     | "One"                 | "One"    | "One"                               | Eliminados    |

1 Nesta atuação, a canção foi interpretada apenas por um dos elementos do duo Babel (Fernando Daniel), visto que Luana teve uma crise de ansiedade, que a impediu de interpretar o tema. Contudo, pôde voltar ao palco para a atuação com D8.

### 10.ª Gala (Final) (31 de Dezembro)
- Cada finalista interpretou duas canções à sua escolha. Depois de anunciado o terceiro classificado (Inês Morais), os dois restantes finalistas voltaram a interpretar um tema já escolhido numa fase anterior da competição. A escolha de ambos recaiu sobre uma canção já interpretada nas galas.
- Depois de anunciado o vencedor, foi lançado oficialmente pela Sony Music Portugal o primeiro single da vencedora, Kika Cardoso. Esta interpretou-o ao vivo, sendo um cover de "Thinking Out Loud", de Ed Sheeran.
- Convidado Especial: SirAiva & Rui Pregal da Cunha, Karetus & PongLove

| Concorrente                   | Ordem | Primeira Canção           | Ordem  | Segunda Canção         | Resultado |
| ----------------------------- | ----- | ------------------------- | ------ | ---------------------- | --------- |
| Kika Cardoso                  | 1     | "Girl on Fire"            |        | "Because of You"       | Top 2     |
| Rúben Mendes                  | 2     | "Love Never Felt So Good" |        | "Uptown Funk"          | Top 2     |
| Inês Morais                   | 3     | "Todo o Tempo do Mundo"   |        | "Set Fire to the Rain" | 3.º Lugar |
| Atuação final (menos votados) |       |                           |        |                        |           |
| Kika Cardoso                  | 1     | "Hero"                    | "Hero" | "Hero"                 | Vencedora |
| Rúben Mendes                  | 2     | "One"                     | "One"  | "One"                  | 2.º Lugar |

## Resultados
Legenda
     O concorrente foi dos menos votados pelo público e atuou novamente, sendo salvo pelo júri.
     O concorrente foi dos menos votados pelo público e atuou novamente, sendo eliminado pelo júri.
     O concorrente foi dos menos votados pelo público e foi salvo pelo seu mentor (sem atuar novamente).
     O concorrente foi dos menos votados pelo público e foi eliminado pelo seu mentor (sem atuar novamente).
| Concorrente          | 1.ª Gala                         | 2.ª Gala                                                         | 3.ª Gala                                                | 4.ª Gala                                                        | 5.ª Gala                                                | 6.ª Gala                                                    | 7.ª Gala                                                       | 8.ª Gala                                                  | 9.ª Gala                                              | Final               |
| -------------------- | -------------------------------- | ---------------------------------------------------------------- | ------------------------------------------------------- | --------------------------------------------------------------- | ------------------------------------------------------- | ----------------------------------------------------------- | -------------------------------------------------------------- | --------------------------------------------------------- | ----------------------------------------------------- | ------------------- |
| Kika Cardoso         | Salva                            | Salva                                                            | Salva                                                   | Salva                                                           | Salva                                                   | Salva                                                       | Salva                                                          | Salva                                                     | Salva                                                 | 1.º lugar           |
| Rúben Mendes         | Salvo                            | Salvo                                                            | Salvo                                                   | Salvo                                                           | Salvo                                                   | Salvo                                                       | Salvo                                                          | Salvo                                                     | Salvo                                                 | 2.º lugar           |
| Inês Morais          | Salva                            | Salva                                                            | Salva                                                   | Salva                                                           | Salva                                                   | Salva                                                       | Salva                                                          | Salva                                                     | Salva                                                 | 3.º lugar           |
| Babel                | Salvo                            | Salvo                                                            | Salvo                                                   | Salvo                                                           | Salvo                                                   | Salvo                                                       | Salvo                                                          | Salvo                                                     | 4º                                                    | Eliminado (9ª gala) |
| Mimi Froes           | Salva                            | Salva                                                            | Salva                                                   | Salva                                                           | Salva                                                   | Salva                                                       | Salva                                                          | 5º                                                        | Eliminado (8ª gala)                                   | Eliminado (8ª gala) |
| Jorge Baptista       | Salvo                            | Salvo                                                            | Salvo                                                   | Salvo                                                           | Salvo                                                   | Salvo                                                       | 6º                                                             | Eliminado (7ª gala)                                       | Eliminado (7ª gala)                                   | Eliminado (7ª gala) |
| João Duarte          | Salvo                            | Salvo                                                            | Salvo                                                   | Salvo                                                           | Salvo                                                   | 7º                                                          | Eliminado (6ª gala)                                            | Eliminado (6ª gala)                                       | Eliminado (6ª gala)                                   | Eliminado (6ª gala) |
| Isabela Nóbrega      | Salva                            | Salva                                                            | Salva                                                   | Salva                                                           | Salva                                                   | 8º                                                          | Eliminada (6ª gala)                                            | Eliminada (6ª gala)                                       | Eliminada (6ª gala)                                   | Eliminada (6ª gala) |
| P.Y.T.               | Salvo                            | Salvo                                                            | Salvo                                                   | Salvo                                                           | 9º                                                      | Eliminado (5ª gala)                                         | Eliminado (5ª gala)                                            | Eliminado (5ª gala)                                       | Eliminado (5ª gala)                                   | Eliminado (5ª gala) |
| Júnior Oliveira      | Salvo                            | Salvo                                                            | Salvo                                                   | 10º                                                             | Eliminado (4ª gala)                                     | Eliminado (4ª gala)                                         | Eliminado (4ª gala)                                            | Eliminado (4ª gala)                                       | Eliminado (4ª gala)                                   | Eliminado (4ª gala) |
| POP4ROC              | Salvo                            | Salvo                                                            | 11º                                                     | Eliminado (3ª gala)                                             | Eliminado (3ª gala)                                     | Eliminado (3ª gala)                                         | Eliminado (3ª gala)                                            | Eliminado (3ª gala)                                       | Eliminado (3ª gala)                                   | Eliminado (3ª gala) |
| Matheus Paraízo      | Salvo                            | 12º                                                              | Eliminado (2ª gala)                                     | Eliminado (2ª gala)                                             | Eliminado (2ª gala)                                     | Eliminado (2ª gala)                                         | Eliminado (2ª gala)                                            | Eliminado (2ª gala)                                       | Eliminado (2ª gala)                                   | Eliminado (2ª gala) |
| Lúcia Mourinho       | 13º                              | Eliminada (1ª gala)                                              | Eliminada (1ª gala)                                     | Eliminada (1ª gala)                                             | Eliminada (1ª gala)                                     | Eliminada (1ª gala)                                         | Eliminada (1ª gala)                                            | Eliminada (1ª gala)                                       | Eliminada (1ª gala)                                   | Eliminada (1ª gala) |
| Marta Carvalho       | 13º                              | Eliminada (1ª gala)                                              | Eliminada (1ª gala)                                     | Eliminada (1ª gala)                                             | Eliminada (1ª gala)                                     | Eliminada (1ª gala)                                         | Eliminada (1ª gala)                                            | Eliminada (1ª gala)                                       | Eliminada (1ª gala)                                   | Eliminada (1ª gala) |
| Rúben Pires          | 13º                              | Eliminado (1ª gala)                                              | Eliminado (1ª gala)                                     | Eliminado (1ª gala)                                             | Eliminado (1ª gala)                                     | Eliminado (1ª gala)                                         | Eliminado (1ª gala)                                            | Eliminado (1ª gala)                                       | Eliminado (1ª gala)                                   | Eliminado (1ª gala) |
| XTAG                 | 13º                              | Eliminado (1ª gala)                                              | Eliminado (1ª gala)                                     | Eliminado (1ª gala)                                             | Eliminado (1ª gala)                                     | Eliminado (1ª gala)                                         | Eliminado (1ª gala)                                            | Eliminado (1ª gala)                                       | Eliminado (1ª gala)                                   | Eliminado (1ª gala) |
|                      |                                  |                                                                  |                                                         |                                                                 |                                                         |                                                             |                                                                |                                                           |                                                       |                     |
| Atuação final        | —                                | Júnior Oliveira Matheus Paraízo                                  | Babel POP4ROC                                           | Júnior Oliveira P.Y.T.                                          | Jorge Baptista P.Y.T.                                   | João Duarte Jorge Baptista                                  | Inês Morais Jorge Baptista                                     | Babel Mimi Froes                                          | Babel Rúben Mendes                                    | Voto do público     |
| Júri votou para      | Salvar                           | Salvar                                                           | Salvar                                                  | Salvar                                                          | Salvar                                                  | Salvar                                                      | Salvar                                                         | Salvar                                                    | Salvar                                                | Voto do público     |
| Voto do P. Junqueiro | Jorge Baptista                   | Júnior Oliveira                                                  | POP4ROC                                                 | P.Y.T.                                                          | Jorge Baptista                                          | Jorge Baptista                                              | Jorge Baptista                                                 | Mimi Froes                                                | Rúben Mendes                                          | Voto do público     |
| Voto do Miguel G.    | Isabela Nóbrega                  | Matheus Paraízo                                                  | POP4ROC                                                 | Júnior Oliveira                                                 | Jorge Baptista                                          | Jorge Baptista                                              | Inês Morais                                                    | Mimi Froes                                                | Rúben Mendes                                          | Voto do público     |
| Voto do P. Ventura   | POP4ROC                          | Júnior Oliveira                                                  | Babel                                                   | P.Y.T.                                                          | P.Y.T.                                                  | Jorge Baptista                                              | Inês Morais                                                    | Babel                                                     | Babel                                                 | Voto do público     |
| Voto da Sónia T.     | Júnior Oliveira                  | Júnior Oliveira                                                  | Babel                                                   | Júnior Oliveira                                                 | Jorge Baptista                                          | João Duarte                                                 | Inês Morais                                                    | Babel                                                     | Rúben Mendes                                          | Voto do público     |
| Eliminados           | Lúcia Mourinho pelo P. Junqueiro | Matheus Paraízo 1 de 4 votos dos jurados (para salvar) [Maioria] | POP4ROC 2 de 4 votos dos jurados (para salvar) [Empate] | Júnior Oliveira 2 de 4 votos dos jurados (para salvar) [Empate] | P.Y.T. 1 de 4 votos dos jurados (para salvar) [Maioria] | João Duarte 1 de 4 votos dos jurados (para salvar)[Maioria] | Jorge Baptista 1 de 4 votos dos jurados (para salvar)[Maioria] | Mimi Froes 2 de 4 votos dos jurados (para salvar)[Empate] | Babel 1 de 4 votos dos jurados (para salvar)[Maioria] | Voto do público     |
| Eliminados           | Marta Carvalho pelo Miguel G.    | Matheus Paraízo 1 de 4 votos dos jurados (para salvar) [Maioria] | POP4ROC 2 de 4 votos dos jurados (para salvar) [Empate] | Júnior Oliveira 2 de 4 votos dos jurados (para salvar) [Empate] | P.Y.T. 1 de 4 votos dos jurados (para salvar) [Maioria] | João Duarte 1 de 4 votos dos jurados (para salvar)[Maioria] | Jorge Baptista 1 de 4 votos dos jurados (para salvar)[Maioria] | Mimi Froes 2 de 4 votos dos jurados (para salvar)[Empate] | Babel 1 de 4 votos dos jurados (para salvar)[Maioria] | Voto do público     |
| Eliminados           | XTAG pelo P. Ventura             | Matheus Paraízo 1 de 4 votos dos jurados (para salvar) [Maioria] | POP4ROC 2 de 4 votos dos jurados (para salvar) [Empate] | Júnior Oliveira 2 de 4 votos dos jurados (para salvar) [Empate] | P.Y.T. 1 de 4 votos dos jurados (para salvar) [Maioria] | João Duarte 1 de 4 votos dos jurados (para salvar)[Maioria] | Jorge Baptista 1 de 4 votos dos jurados (para salvar)[Maioria] | Mimi Froes 2 de 4 votos dos jurados (para salvar)[Empate] | Babel 1 de 4 votos dos jurados (para salvar)[Maioria] | Voto do público     |
| Eliminados           | Rúben Pires pela Sónia T.        | Matheus Paraízo 1 de 4 votos dos jurados (para salvar) [Maioria] | POP4ROC 2 de 4 votos dos jurados (para salvar) [Empate] | Júnior Oliveira 2 de 4 votos dos jurados (para salvar) [Empate] | P.Y.T. 1 de 4 votos dos jurados (para salvar) [Maioria] | João Duarte 1 de 4 votos dos jurados (para salvar)[Maioria] | Jorge Baptista 1 de 4 votos dos jurados (para salvar)[Maioria] | Mimi Froes 2 de 4 votos dos jurados (para salvar)[Empate] | Babel 1 de 4 votos dos jurados (para salvar)[Maioria] | Voto do público     |